# Calosoma monticola
Calosoma monticola är en skalbaggsart som beskrevs av Thomas Casey. Calosoma monticola ingår i släktet Calosoma och familjen jordlöpare. Inga underarter finns listade i Catalogue of Life.